# Norman Powell
Norman W. C Powell (San Diego, 25 de maio de 1993) é um jogador norte-americano de basquete profissional que atualmente joga pelo Miami Heat da National Basketball Association (NBA).
Ele jogou basquete universitário em UCLA e foi selecionado pelo Milwaukee Bucks como a 46ª escolha geral do draft da NBA de 2015.

## Primeiros anos
Powell nasceu em San Diego, Califórnia e foi apresentado ao basquete por seu tio, Raymond Edwards. Powell decidiu cursar o ensino médio no Lincoln High, que acabara de ser reconstruído e perdeu muitos atletas. Ele ajudou a reconstruir seu programa de basquete, levando a equipe a consecutivos títulos da San Diego Seção 2A da Califórnia Interscholastic Federation (CIF) em 2009 e 2010. A equipe também conquistou o Campeonato Estadual da CIF Divisão II de 2010, com Powell marcando 24 pontos em uma vitória por 74-59 sobre Mountain View St. Francis na final. Ele terminou sua terceira temporada com média de 19,7 pontos, 4,9 rebotes e 2,7 roubos de bola e ganhou o prêmio de MVP da Liga Ocidental.
Em seu último ano, ele foi novamente o MVP da liga, tendo médias de 20,4 pontos, 3,8 rebotes e 2,4 roubos de bola. Lincoln teve um recorde de 32-2 e ganhou o título da liga com um recorde de 12-0. Eles ficaram em 3º lugar na Califórnia e 15º em nível nacional, mas foram derrotados por 74-69 por Summit nas semifinais estaduais.
Considerado um recruta de quatro estrelas pela ESPN.com, Powell foi listado como o 15° melhor Ala-armador e o 52° melhor jogador do país em 2011. Powell optou por jogar basquete universitário em UCLA rejeitando San Diego, Arizona e Oregon.

## Carreira universitária
Em seu primeiro ano em UCLA, ele era o único calouro a jogar minutos significativos, tendo médias de 17,8 minutos, 4,6 pontos e 2,2 rebotes em 33 jogos, juntando-se a Tyler Lamb e Lazeric Jones como os únicos a jogarem em todos os jogos daquela temporada. Seu papel em quadra se transformou em UCLA, ele se tornou um especialista no arremesso de 3 pontos, tendo acertado 38,5% dos arremessos nos últimos 18 jogos.

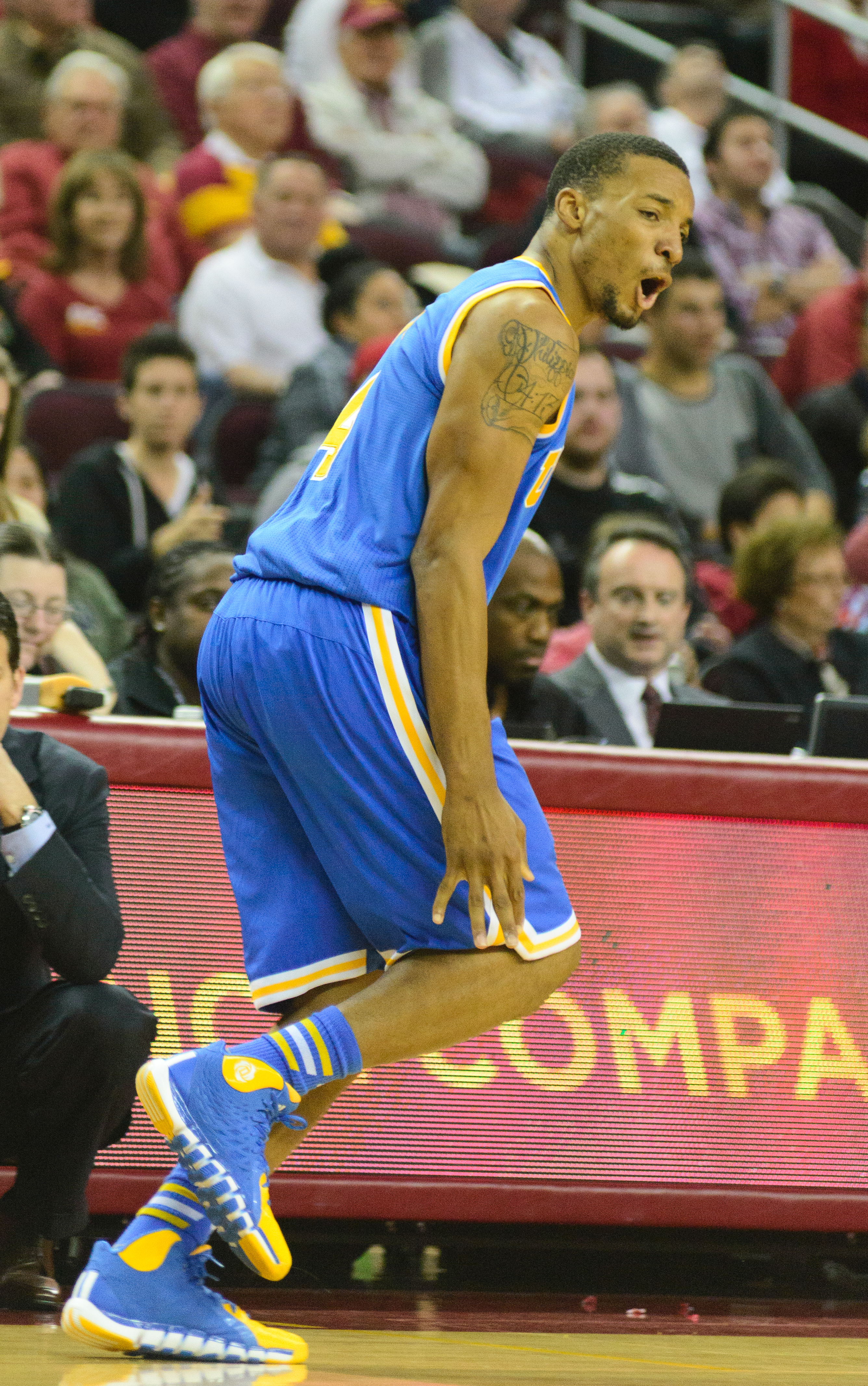
Powell em 2014

Powell teve uma média de 6,1 pontos em 22,1 minutos na temporada de 2012–13, jogando em todos os 35 jogos. Ele começou a temporada como titular, mas depois foi transferido para o banco. Seus minutos declinaram de uma média de 28,4 nos primeiros sete jogos para 19 nos 26 jogos seguintes. Depois de substituir Jordan Adams, que estava lesionado, os minutos de Powell aumentaram para 37 por jogo.
Após a temporada, ele considerou a transferência para San Diego, mas decidiu ficar principalmente porque o técnico da UCLA, Ben Howland, foi demitido. Powell creditou Howland por seu desenvolvimento defensivamente, mas afirmou que "havia muitas coisas acontecendo que não eram justas, eu definitivamente queria ver uma mudança". Os Bruins contrataram Steve Alford como seu novo treinador.
Na temporada de 2013-14, Powell foi titular em todos os 37 jogos e foi o terceiro na equipe em pontuação (11,4). Sob o comando de Alford, ele se tornou uma ameaça ofensiva e um defensor ferrenho. Como melhor defensor da equipe, Powell foi rotineiramente designado para parar o melhor jogador do oponente e ganhou uma menção honrosa para a Equipe Defensiva da Pac-12.
No Torneio da NCAA de 2014, UCLA chegou até o Sweet 16 com Powell tendo médias de 13 pontos e 2,7 rebotes. Após a temporada, ele considerou jogar profissionalmente na National Basketball Association (NBA) e solicitou uma avaliação de suas perspectivas para o Draft da NBA de 2014.

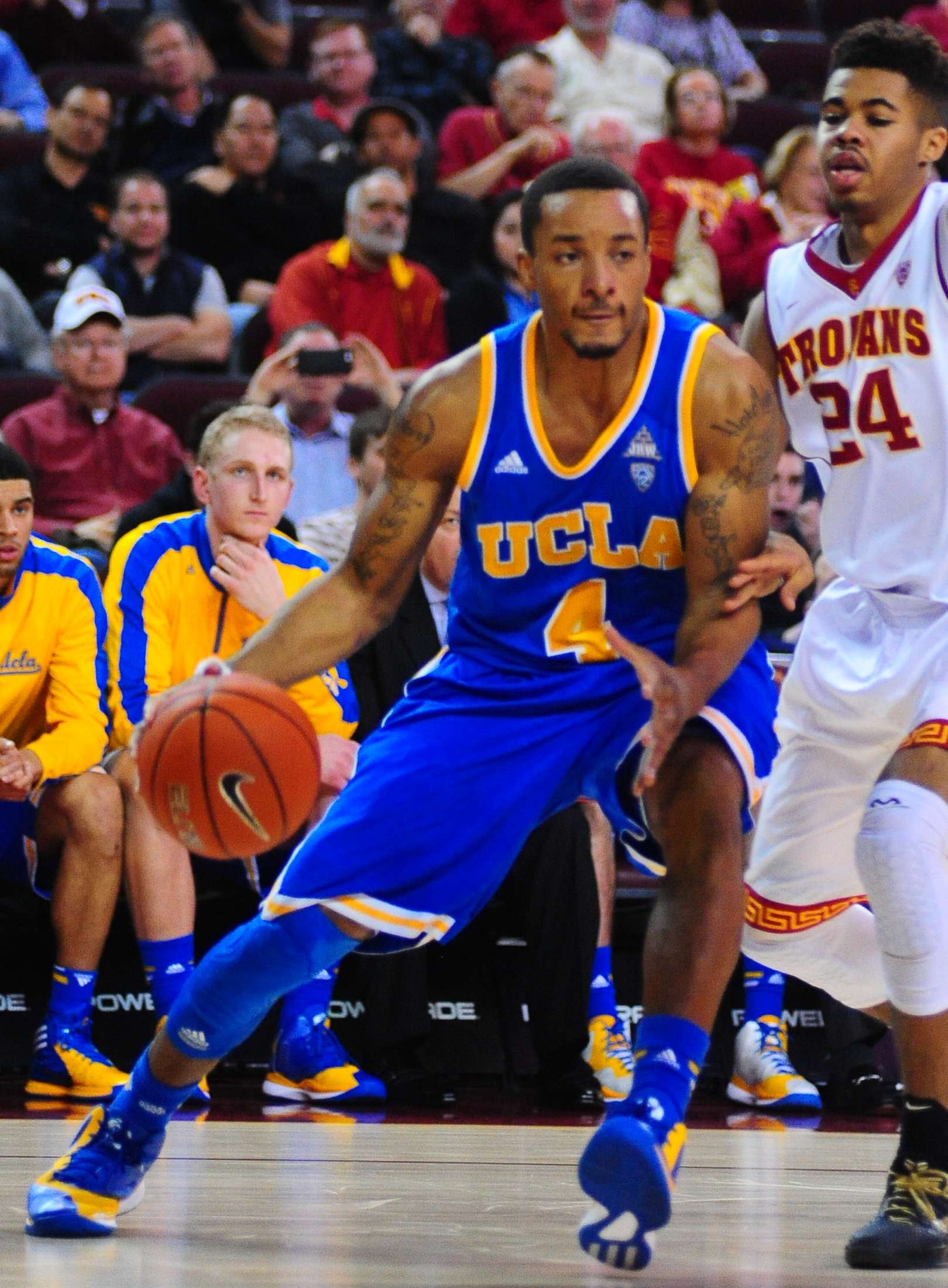
Powell contra a USC em 2015

Informado de que era improvável que ele fosse selecionado, Powell decidiu voltar para o seu último ano e tornou-se o principal jogador da UCLA depois que Kyle Anderson e Zach LaVine se declararam para o Draft da NBA. No final da temporada, Powell foi eleito para a Primeiro-Equipe da Pac-12 e novamente recebeu uma menção honrosa para a Equipe Defensiva. Ele terminou como líder da equipe em pontuação, com 16,4 pontos por jogo, o sexto mais alto da conferência.

## Carreira profissional

### Toronto Raptors (2015–Presente)

#### Primeiros anos (2015–2017)
Em 25 de junho de 2015, Powell foi selecionado pelo Milwaukee Bucks com a 46ª escolha geral no Draft de 2015. Ele, juntamente com uma escolha de primeira rodada do Draft de 2017, foram posteriormente negociados para o Toronto Raptors em troca de Greivis Vásquez.
Depois de assinar com Toronto em 15 de julho, ele jogou na Summer League de 2015 em Las Vegas, sendo o único novato a ser nomeado para a Primeira-Equipe da Summer League.
Powell recebeu tempo de jogo no início da temporada de 2015–16 devido a lesões de Terrence Ross e DeMarre Carroll. Mais tarde, ele jogou vários jogos no Raptors 905, o afiliado de Toronto na D-League.
Com Carroll fora após uma cirurgia no joelho e James Johnson afastado com uma torção no tornozelo, Powell fez seu primeiro jogo como titular em 2 de fevereiro de 2016, tendo dois roubos de bola em 15 minutos em uma vitória por 104-97 sobre o Phoenix Suns.
Em 15 de março, ele fez seu oitavo jogo como titular e marcou 17 pontos em uma vitória por 107-89 sobre o Milwaukee Bucks. Ele superou essa marca em 28 de março, marcando 18 pontos em uma derrota por 119-100 sobre o Oklahoma City Thunder. Dois dias depois, ele marcou 10 pontos em uma vitória por 105-97 sobre o Atlanta Hawks, ajudando os Raptors a registrar 50 vitórias pela primeira vez na história da franquia.
Em 8 de abril, com DeMar DeRozan e Kyle Lowry descansando, Powell fez 27 pontos em uma vitória por 111-98 sobre o Indiana Pacers. No último jogo da temporada regular, Powell marcou 30 pontos em uma vitória por 103-96 sobre o Brooklyn Nets. 
Depois de ter uma média de 15,3 pontos em abril, ele foi nomeado o Novato do Mês da Conferência Leste.
Powell jogou com moderação pelos Raptors durante a primeira metade da temporada de 2016-17. Em 20 de dezembro de 2016, Powell marcou 21 pontos na vitória por 116-104 sobre o Brooklyn Nets. Ele teve mais três jogos de 21 pontos nos próximos três meses. Em 24 de abril de 2017, no Jogo 5 da primeira rodada dos playoffs contra o Milwaukee Bucks, Powell marcou 25 pontos para ajudar os Raptors a liderar a série por 3-2 com uma vitória por 118-93.

#### Temporadas de título e de destaque (2017–2021)
Em 8 de outubro de 2017, Powell assinou uma extensão de contrato de quatro anos no valor de US $ 42 milhões com os Raptors.

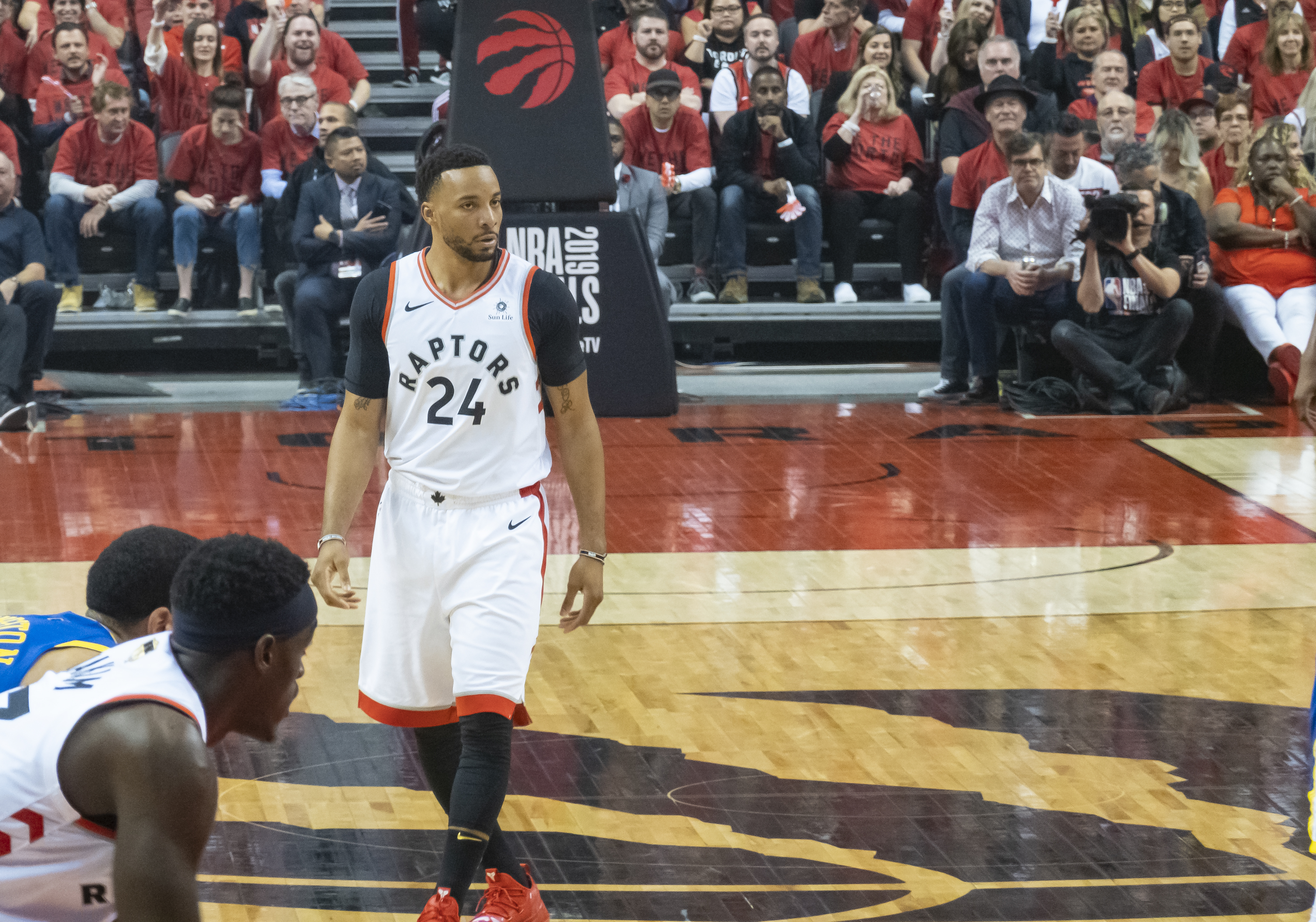
Powell no Jogo 2 das Finais da NBA de 2019

Em 5 de novembro de 2018, contra o Utah Jazz, Powell deslocou parcialmente sua articulação do ombro esquerdo e foi descartado indefinidamente. Ele retornou à ação em 19 de dezembro contra o Indiana Pacers depois de perder 21 jogos. Em 6 de janeiro de 2019, ele marcou 23 pontos em uma vitória por 121-105 sobre os Pacers. Em 22 de março, ele teve 11 rebotes, o recorde de sua carreira, na derrota por 116-109 para o Oklahoma City Thunder. Em 7 de abril, ele marcou 23 pontos na vitória por 117–109 sobre o Miami Heat. Powell ganhou seu primeiro título quando os Raptors derrotaram o Golden State Warriors nas Finais da NBA de 2019 em seis jogos.
Na temporada de 2019-20, Fred VanVleet tornou-se o armador titular depois que Toronto perdeu Danny Green. Powell começou a temporada marcando dois dígitos apenas uma vez nos primeiros sete jogos. Em 29 de novembro de 2019, ele marcou 19 de seus 33 pontos, o recorde de sua carreira, no terceiro quarto, na vitória por 90-83 sobre o Orlando Magic.
Como titular em dezembro no lugar de um VanVleet lesionado, ele marcou 20 ou mais pontos em três jogos consecutivos pela primeira vez em sua carreira. No final do mês, Powell machucou o ombro contra o Detroit Pistons e ficou de fora por três semanas antes de retornar em meados de janeiro. Em 31 de janeiro de 2020, ele fraturou o quarto metacarpo de sua mão esquerda contra os Pistons. Ele voltou no final de fevereiro, depois de perder nove jogos.
Em 5 de março, Powell marcou 37 pontos, o recorde de sua carreira, na vitória por 121–113 sobre o Golden State Warriors. Depois de atingir a média de 31,3 pontos e ajudar os Raptors a vencer três jogos naquela semana, ele foi nomeado o Jogador da Semana da Conferência Leste pela primeira vez em sua carreira. Toronto avançou nos playoffs para as semifinais da conferência contra o Boston Celtics, onde Powell ajudou a empatar a série em 3 depois de marcar 15 dos seus 23 pontos nos dois períodos de prorrogação em uma vitória por 125-122 no Jogo 6.
Na temporada seguinte, 2020-21, Powell entrou na formação inicial em meados de janeiro de 2021. Em 17 de março, ele marcou um recorde pessoal de 43 pontos em uma derrota apertada em Detroit.

### Portland Trail Blazers (2021–2022)
Em 25 de março de 2021, o Portland Trail Blazers adquiriu Powell do Toronto em troca de Gary Trent Jr. e Rodney Hood. Na época, Powell tinha feito  41 jogos e estava com uma média recorde de 19,6 pontos, enquanto seu percentual de arremessos de 3 pontos de 43,9% estava entre os 10 melhores da liga.
Em 27 de março, Powell fez sua estreia e registrou um recorde de 22 pontos em 36 minutos em uma vitória por 112-105 sobre o Orlando Magic. Em 6 de agosto de 2021, ele assinou um novo contrato de cinco anos e US$90 milhões com os Trail Blazers.

### Los Angeles Clippers (2022–Presente)
Em 4 de fevereiro de 2022, Powell foi negociado, juntamente com Robert Covington, para o Los Angeles Clippers em troca de Eric Bledsoe, Justise Winslow, Keon Johnson e uma escolha de segunda rodada de 2025. A troca reuniu Powell com ex-companheiros de equipe dos Raptors, Kawhi Leonard e Serge Ibaka, sendo que este último foi negociado para o Milwaukee Bucks em 10 de fevereiro. 
Na sua estreia pelos Clippers em 6 de fevereiro, Powell teve 28 pontos e 4 assistências em uma derrota por 137-113 para os Bucks. Em 10 de fevereiro, ele sofreu uma fratura em um osso do pé esquerdo, que o afastou por dois meses. Powell jogou um total de sete jogos pelos Clippers após a troca, incluindo dois jogos de play-in, e teve uma média recorde de 20 pontos.

## Estatísticas da carreira

### NBA

#### Temporada regular
| Ano      | Equipe        | PJ  | PT  | MPJ  | AP   | 3P   | LL   | RT  | AS  | BR  | TO | PPJ  |
| -------- | ------------- | --- | --- | ---- | ---- | ---- | ---- | --- | --- | --- | -- | ---- |
| 2015–16  | Toronto       | 49  | 24  | 14.8 | .424 | .404 | .811 | 2.3 | 1.0 | .6  | .2 | 5.6  |
| 2016–17  | Toronto       | 76  | 18  | 18.0 | .449 | .324 | .792 | 2.2 | 1.1 | .7  | .2 | 8.4  |
| 2017–18  | Toronto       | 70  | 18  | 15.2 | .401 | .285 | .821 | 1.7 | 1.3 | .5  | .2 | 5.5  |
| 2018–19  | Toronto       | 60  | 3   | 18.8 | .483 | .400 | .827 | 2.3 | 1.5 | .7  | .2 | 8.6  |
| 2019–20  | Toronto       | 52  | 26  | 28.4 | .495 | .399 | .843 | 3.7 | 1.8 | 1.2 | .4 | 16.0 |
| 2020–21  | Toronto       | 42  | 31  | 30.4 | .498 | .439 | .865 | 3.0 | 1.8 | 1.1 | .2 | 19.6 |
| 2020–21  | Portland      | 27  | 27  | 34.4 | .443 | .361 | .880 | 3.3 | 1.9 | 1.3 | .4 | 17.0 |
| 2021–22  | Portland      | 40  | 39  | 33.3 | .456 | .406 | .803 | 3.3 | 2.1 | 1.0 | .4 | 18.7 |
| 2021–22  | L.A. Clippers | 5   | 2   | 25.1 | .508 | .542 | .857 | 2.8 | 2.8 | .4  | .8 | 21.4 |
| 2022–23  | L.A. Clippers | 60  | 8   | 26.1 | .479 | .397 | .812 | 2.9 | 1.8 | .8  | .3 | 17.0 |
| 2023–24  | L.A. Clippers | 76  | 3   | 26.2 | .486 | .435 | .831 | 2.6 | 1.1 | .6  | .3 | 13.9 |
| Carreira | Carreira      | 557 | 199 | 24.6 | .465 | .399 | .831 | 2.7 | 1.6 | .8  | .3 | 13.7 |

#### Play-In
| Ano  | Equipe        | PJ | PT | MPJ  | AP   | 3P   | LL   | RT  | AS | BR  | TO | PPJ  |
| ---- | ------------- | -- | -- | ---- | ---- | ---- | ---- | --- | -- | --- | -- | ---- |
| 2022 | L.A. Clippers | 2  | 0  | 25.2 | .440 | .444 | .636 | 3.5 | .5 | 1.0 | .5 | 16.5 |

#### Playoffs

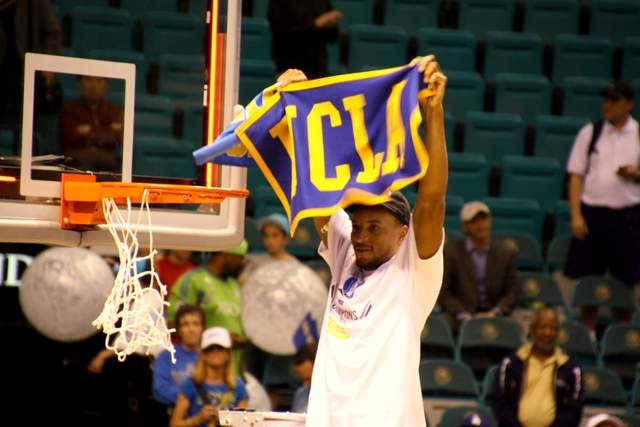
Powell após ganhar o Torneio da Pac-12 de 2014

| Ano      | Equipe        | PJ | PT | MPJ  | AP   | 3P   | LL   | RT  | AS  | BR  | TO  | PPJ  |
| -------- | ------------- | -- | -- | ---- | ---- | ---- | ---- | --- | --- | --- | --- | ---- |
| 2016     | Toronto       | 18 | 3  | 11.4 | .386 | .269 | .875 | 1.5 | .3  | .7  | .1  | 3.8  |
| 2017     | Toronto       | 9  | 5  | 25.2 | .427 | .441 | .833 | 3.1 | 1.6 | 1.1 | .3  | 11.7 |
| 2018     | Toronto       | 6  | 0  | 6.7  | .286 | .143 | .750 | .3  | .3  | .0  | .0  | 2.0  |
| 2019     | Toronto       | 23 | 0  | 15.9 | .444 | .387 | .737 | 2.2 | 1.1 | .4  | .0  | 6.5  |
| 2020     | Toronto       | 11 | 0  | 24.8 | .490 | .423 | .793 | 2.4 | 1.0 | .5  | .3  | 13.4 |
| 2021     | Portland      | 6  | 6  | 36.0 | .500 | .385 | .889 | 2.2 | 2.0 | .8  | 1.0 | 17.0 |
| 2023     | L.A. Clippers | 5  | 3  | 33.5 | .474 | .406 | .774 | 3.0 | 2.2 | .8  | .4  | 21.8 |
| 2024     | L.A. Clippers | 6  | 0  | 29.8 | .426 | .448 | .800 | 2.8 | .3  | .5  | .0  | 12.8 |
| Carreira | Carreira      | 84 | 17 | 22.9 | .429 | .362 | .806 | 2.1 | 1.1 | .6  | .2  | 11.1 |

### Universitário
| Ano      | Equipe   | PJ  | PT | MPJ  | AP   | 3P   | LL   | RT  | AS  | BR  | TO | PPJ  |
| -------- | -------- | --- | -- | ---- | ---- | ---- | ---- | --- | --- | --- | -- | ---- |
| 2011–12  | UCLA     | 33  | 1  | 17.8 | .377 | .347 | .600 | 2.2 | 1.2 | .5  | .3 | 4.6  |
| 2012–13  | UCLA     | 35  | 9  | 22.1 | .434 | .293 | .675 | 2.2 | 1.1 | .7  | .5 | 6.1  |
| 2013–14  | UCLA     | 37  | 37 | 25.7 | .533 | .294 | .780 | 2.8 | 1.7 | 1.4 | .4 | 11.4 |
| 2014–15  | UCLA     | 36  | 36 | 34.6 | .456 | .319 | .751 | 4.7 | 2.1 | 1.8 | .4 | 16.4 |
| Carreira | Carreira | 141 | 83 | 25.0 | .449 | .313 | .701 | 2.9 | 1.5 | 1.0 | .4 | 9.6  |

Fonte:

## Vida pessoal
Powell tem duas irmãs mais velhas, Joniece e Margaret. Ele se formou em História em UCLA.

Em outubro de 2017, Powell juntou-se ao servidor GoDaddy para lançar seu site e seu primeiro single "No Problem".